# 사티스

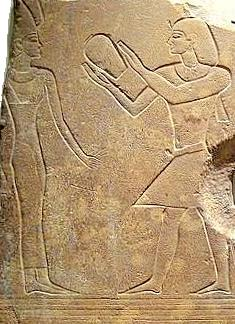

고대 이집트 신화에 등장하는 사티스(Satis, Satjit, Sates, Satet, Sati)는 고대 이집트 신화의 여신으로, 나일강 범람의 여신이다. 현재는 아스완이라 불리는 스웨넷이라는 고대 도시에서 숭배되었던 여신이다. 초기에 그녀는 나일강의 여신 아누케트의 어머니로써 하이집트를 수호하고 전쟁과 사냥, 다산의 여신으로 숭배 받았다. 그녀는 하이집트의 왕관을 쓴 여성의 모습으로 그려진다.

## 같이 보기
- 이집트 신화
- 헤케트